# Клајнкарлбах
Клајнкарлбах (њем. Kleinkarlbach) општина је у њемачкој савезној држави Рајна-Палатинат. Једно је од 48 општинских средишта округа Бад Диркхајм. Према процјени из 2010. у општини је живјело 922 становника. Посједује регионалну шифру (AGS) 7332031.

## Географски и демографски подаци
Клајнкарлбах се налази у савезној држави Рајна-Палатинат у округу Бад Диркхајм. Општина се налази на надморској висини од 174 метра. Површина општине износи 2,7 km². У самом мјесту је, према процјени из 2010. године, живјело 922 становника. Просјечна густина становништва износи 343 становника/km².